# Mourn You Til I Join You
A Mourn You Til I Join You az amerikai Naughty by Nature hiphopcsapat kislemeze a Ride című filmzene albumról. Ez volt az utolsó kiadott dal a Tommy Boy Records kiadásában megjelent kislemez. A dalt a csapat Tupac Shakur emlékére ajánlotta fel, akivel Treach-nek különösen jó volt a kapcsolata. A dal a Billboard Hot 100-as lista 51., a Hot Rap Singles 2. helyén landolt. A dal eredetileg az 1997-ben megjelent Nothing to Lose című filmzene albumra került volna, de a kiadó úgy határozott, hogy az 1998-ban megjelent Ride albumra kerüljön fel.

## Tracklista

### A-oldal
1. "Mourn You Til I Join You" (Album Version)- 5:18
2. "Mourn You Til I Join You" (Instrumental)- 5:04

### B-oldal
1. "Nothing to Lose (Naughty Live)" (Album Version)- 4:10
2. "Nothing to Lose (Naughty Live)" (Instrumental)- 4:10

## Slágerlista
| Slágerlista        | Helyezések |
| ------------------ | ---------- |
| Billboard Hot 100  | # 51       |
| U.S. R&B / Hip-Hop | # 24       |
| Hot Rap Singles    | # 2        |